# Tchadailurus
Genre
Genre
Tchadailurus est un  genre éteint de félins machairodontes basaux ayant vécu au Miocène supérieur dans ce qui est aujourd'hui le Tchad, en Afrique et dont une seule espèce est connue, Tchadailurus adei.

## Étymologie
Le nom de genre Tchadailurus vient du Tchad, le pays où les fossiles originaux ont été trouvés, et du grec -ailurus, qui signifie chat. Le nom d'espèce adei vient du mot "petit" en goran, une langue locale.

## Taxonomie
Tchadailurus adei a été décrit à partir de fossiles découverts en 2018 sur un site datant du Miocène supérieur au Tchad. Il a été placé dans la sous-famille des Machairodontinae en raison de caractéristiques dentaires similaires à celles de Smilodon ou Homotherium, mais ces mêmes caractéristiques relativement primitives et l'âge des fossiles ont rendu impossible l'attribution de l'espèce à l'une des quatre tribus appartenant au machairodontinés.

## Description
Tchadailurus a été décrit sur la base d'un seul spécimen composé d'un crâne partiel et d'un squelette (comprenant plusieurs vertèbres et des parties des jambes et des pattes), probablement d'un seul individu. De taille similaire à un lynx, Tchadailurus adei avait une queue plus longue et les canines "aplaties" caractéristiques des machairodontinés. 
Les caractéristiques primitives de Tchadailurus adei indiquent qu'il pourrait être ancestral aux lignées machairodontinés ultérieures. 

## Paléoécologie
Dans le désert de Djurab, au nord du Tchad, en Afrique centrale, Tchadailurus semble avoir vécu aux côtés des machairodontes Lokotunjailurus, Amphimachairodus et des premiers représentants du genre Megantereon, ainsi que de quatre autres espèces de félins. De plus, des animaux tels que des crocodiles, des chevaux primitifs, des poissons, des singes, des hippopotames, de tortues, de rongeurs ainsi que le célèbre primate, Sahelanthropus, fournissant donc de la nourriture suffisante. Sur la base de ces fossiles et d'autres, il est théorisé que le Djurab était autrefois la rive d'un lac, généralement boisé près des eaux avec des zones ressemblant à la savane à une certaine distance. Le grand nombre d'espèces de félins présentes dans l'environnement indique qu'il y avait une place importante et des niches disponibles pour la coexistence de plusieurs espèces de grands félidés,. 